# Dading
Dading ist eine philippinische Drama-Fernsehserie, die vom 23. Juni bis zum 10. Oktober 2014 auf GMA Network ausgestrahlt wurde.

## Handlung
Dading dreht sich um Ricardo, einen offen schwulen Mann, der seine Freundin und geheimen Schwarm Beth schultert, der sich in JM verliebt und getränkt hat und nach seiner Mutter in die Vereinigten Staaten aufgebrochen ist. Jahre später hilft Carding Beth bei der Erziehung ihrer Tochter, die ihn liebevoll „Dading“ nennt, eine Kombination aus Daddy und Bading. Für sie unbekannt, kam JM mit seiner Verlobten Celine aus den Vereinigten Staaten an und plante, auf den Philippinen zu heiraten.

## Besetzung

### Hauptbesetzung
- Gabby Eigenmann als Ricardo „Carding / Dading“ Gonzales
- Glaiza de Castro als Elizabeth „Beth“ Marasigan-Gonzales
- Benjamin Alves als Joemar „JM“ Rodriguez
- Chynna Ortaleza als Celine Pacheco-Rodriguez

### Nebenbesetzung
- Gardo Versoza als Alfredo „Mother Lexi“ Ignacio
- Zarah Mae Deligero als Precious M. Rodriguez 
  - Bianca Umali als Precious M. Rodriguez (Teenager)
- Juan Rodrigo als Don Romeo Rodriguez
- Toby Alejar als Bernard Marasigan
- Sharmaine Buencamino als Mila Marasigan
- Mymy Davao als Nenette Velasquez
- Maricel Morales als Madam Therese Santiago
- Almira Muhlach als Veronne Pacheco
- Julia Lee als Sofia
- Elle Ramirez als Glenda
- Zandra Summer als Josie
- Ken Alfonso als Carlo
- Sef Cadayona als Pato
- RJ Padilla als Dindo Enriquez
- Sofia Pablo als Hannah
- Lexter Capili als Bebet